# Gran Sasso

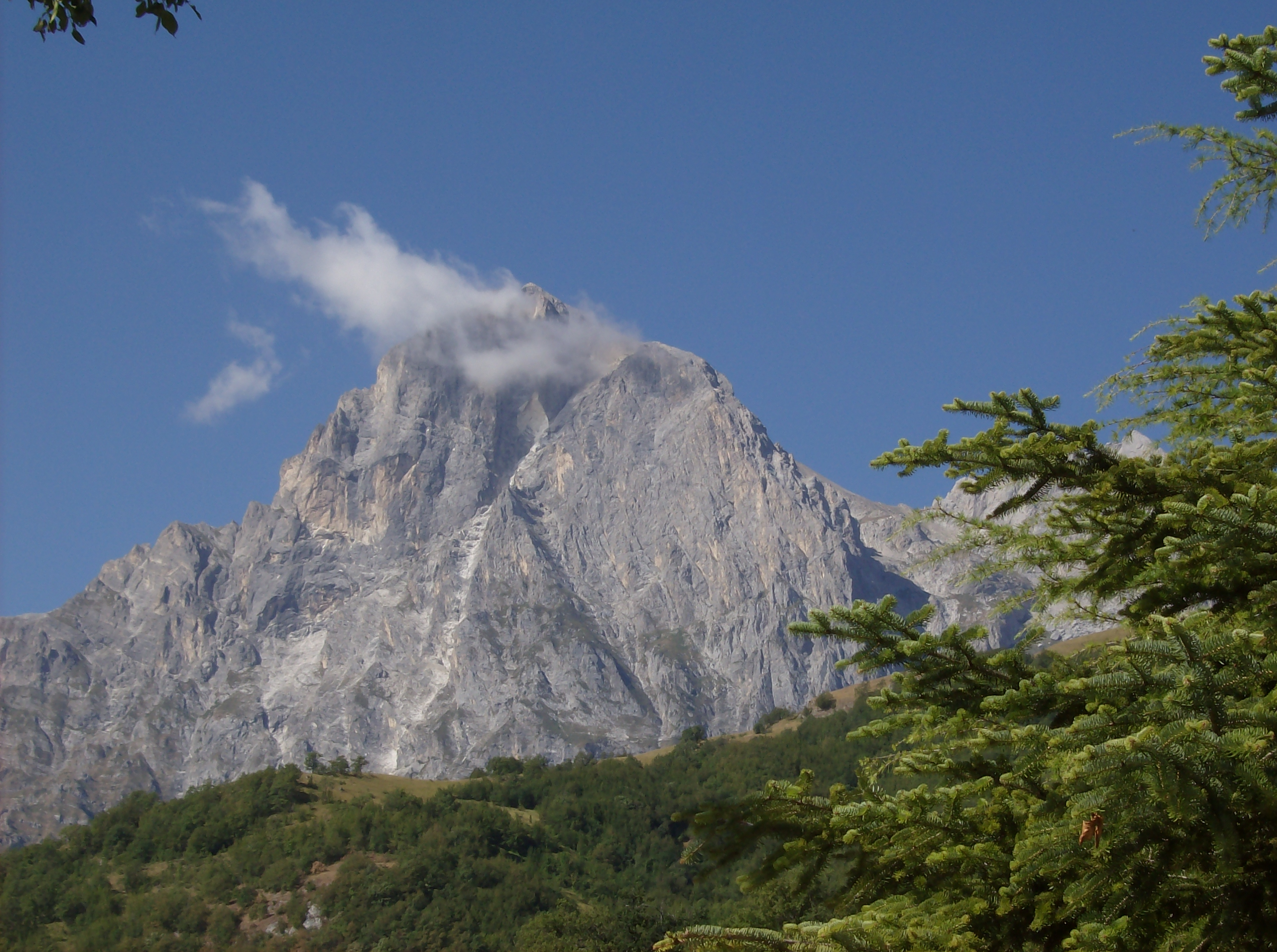
O "Corno Grande"

O Gran Sasso (italiano para pedra grande) é um maciço localizado na região dos Abruzos, na Itália central. Também é a peça central do parque nacional chamado Parco Nazionale del Gran Sasso e Monti della Laga (estabelecido em 1991). As cidades mais próximas são Téramo e L'Aquila. O pico mais alto de Gran Sasso é Corno Grande, com 2 912 metros de altitude.
Na base dos picos está a extensa planície Campo Imperatore, conectada com as vilas de esqui de Prati di Tivo e Fonte Cerreto via teleféricos e estradas que ficam fechadas no inverno. Um hotel em Campo Imperatore é um famoso local onde o ditador italiano Benito Mussolini foi aprisionado no verão de 1943 até seu resgate por Otto Skorzeny e comandos alemães que aterrissaram com planadores em 12 de setembro. A planície também é o local da estação do Campo Imperatore do Observatório de Roma, de onde a Busca de Objetos Próximos à Terra de Campo Imperatore e outros estudos astronômicos são conduzidos.
No começo dos anos 1980 dois grandes túneis de 10 km em extensão foram construídos abaixo do Gran Sasso para que fosse construída uma estrada conectando L'Aquila com Téramo. Apesar dos escavadores do túnel terem atingido um aquífero natural, liberando uma inundação que matou sete trabalhadores, os túneis foram inaugurados em 1984. Um outro projeto foi a construção de um laboratório de física subterrâneo, o Laboratori Nazionali del Gran Sasso, ligado ao Istituto Nazionale di fisica nucleare, ao longo da pista sentido oeste do túnel. Muitos experimentos baseados lá estudam neutrinos ou pesquisam a matéria escura, projetos possíveis graças à proteção que a montanha dá em relação aos raios cósmicos. Tanto o túnel quanto o laboratório enfrentam forte oposição dos grupos ambientalistas locais devido a sua interferência no aqüífero, presença em um parque nacional e um vazamento químico de pequena escala no laboratório em 2002.
Em Março de 2005, foi anunciado que um pico de 2424 m no maciço do Gran Sasso será nomeado em homenagem ao Papa João Paulo II. O pico está localizado em uma região que ele frequentemente visitava. Uma cerimônia de renomeação aconteceu no aniversário de 85 anos do Papa (18 de maio de 2005)..